# Muzik'Elles
Muzik'Elles est un festival de musique consacré aux chanteuses créé en 2005 à Meaux (Seine-et-Marne, France).

## Histoire
Le festival est créé en 2005 et a pour objectif de promouvoir des artistes féminines, essentiellement des chanteuses. Il se déroule sur deux jours à la fin du mois de septembre.
Après huit ans d'interruption dues à des raisons budgétaires, le festival reprend en septembre 2022,,.

## Programmation

### Édition 2023
Elle aura lieu les 23 et 24 septembre.
- Samedi : Adé, Suzane*,-M- et invitées (dont Fatoumata Diawara, Gail Ann Dorsey et Emma Peters), Coline Rio, Charlène Juarez, Czesare.
- Dimanche : Jenifer, Mentissa, Lisa Pariente, Nej', Chiara Foschiani et Billet d'Humeur & invitée

- La chanteuse Suzane annule sa participation au Festival suites à des problèmes de santé[5].

### Édition 2022
Elle a eu lieu le 24 septembre.
- Samedi : Calogero, Hoshi, Marie-Flore, YN, Naomi Greenne.

### Édition 2014
Elle a eu lieu les 27 et 28 septembre.
- Samedi : Cats on Threes, Hollysiz, Malia, Bernard Lavilliers avec Souad Massi, La Grande Sophie, Sara Tavares & Vv Brown, AYO & invités, Fantastik Armada & Girl, DJ PONE, Madeleine Besson.
- Dimanche : Mayra Andrade, Zaho, TAL avec NAVII, ZAHO & Sofia ESSAÏDI, GENERATION GOLDMAN avec invités, NOURITH, KLÔ PELGAG

### Édition 2013
Elle a eu lieu les 21 et 22 septembre.
- Samedi : Christophe Mahé, Rose, Emilie Grassin, Zebra et les soufleuses, Sirius Plan, Yucca Velux, Theodore Paul et Gabriel, Scotch et Sofa, Rebecca Venture .
- Dimanche : Tryo, Féfé, Z-Star, Fatoumata Diawara, Maya Kamaty, Ana Moura et Billets d'Humeur

### Édition 2011
Elle a eu lieu les 24 et 25 septembre.
- Samedi : Raphael avec ses invitées, Yael Naim avec ses invitées, Camélia Jordana, Irma, Brune, Clotilde Courau & Lail Arad.
- Dimanche : Caliavec ses invitées, Mademoiselle K, Carmen Maria Vega, The Two FM LÆTI.

### Édition 2010
Elle a eu lieu les 25 et 26 septembre.
- Samedi : Christophe Willem et ses invitées (dont Catherine Lara, Zaho, Skye...) Renan Luce et ses invitées (dont Pauline Croze, Daphné, Anne Sylvestre...), Madeleine Besson & ZAZ,Nolwenn Leroy , Inna Modja et Diving With Andy.

- Dimanche :BB Brunes avec leurs invitées (dont Alizée, Diane Birch, Arielle Dombasle, Camélia Jordana...), Gaëtan Roussel avec ses invitées (dont Mina Tindle, The Rodeo..), Karimouche & Diane Birch, Les Plastiscines, Hindi Zahra et Pamela Hute